# 水鏡 (声優)
水鏡（みか、生年不明）は、日本の女性声優。主にアダルトゲームに声をあてている。
なお、2010年4月10日付けで暁WORKSホームページにて発表された、出演作品である「るいは智を呼ぶ」のファンディスクのキャスト変更告知で、声優業廃業の旨が告知されている。

## 出演作品

### ゲーム

#### 2004年
- Sixty Nine2（その他）
- DUEL SAVIOR シリーズ（イムニティ）

#### 2005年
- 塵骸魔京（希羽）
- Nursery Rhyme -ナーサリィ☆ライム-（アズラエル）
- FESTA!! -HYPER GIRLS POP-（白百合 澄零、白百合 貴京）

#### 2006年
- おしえて Re:メイド（中立売 白羽、モチ）
- とり×とり 〜えっちしてくんないとイタズラしちゃうゾ?〜（ヴォルフェ・ファングルフ、イエティ・サスクワッチ）

#### 2007年
- いつか、届く、あの空に。（雲戌亥 静、アズラエル）
- いつか、届く、あの空に。 〜陽の道と緋の昏と〜（静）

#### 2008年
- 真・恋姫†無双 〜乙女繚乱☆三国志演義〜（李典）
- タユタマ -Kiss on my Deity-（鵺、アズラエル）
- とっぱら〜ざしきわらしのはなし〜（イソラ）
- るいは智を呼ぶ（白鞘 伊代）
- 11eyes（役名不明）

#### 2009年
- タユタマ -It's happy days- （鵺）

#### 2010年
- PrismRhythm -プリズムリズム- （アズラエル）

### CD
- Nursery Rhyme -ナーサリィ☆ライム- ドラマCD 「Life is sweet」（アズラエル）